# Varstvo okolja
 Varstvo okolja  je dejavnost za zaščito in ohranjanje okolja. Zanimanje javnosti v zvezi z varstvom okolja se je od leta 1980 močno povečalo. Pri ozaveščanju ljudi imajo pomembno vlogo organizacije, kot so Greenpeace in Prijatelji Zemlje (Friends of the Earth). Največji svetovni okoljevarstveni problem je tanjšanje ozonske plasti zaradi delovanja klorfluoroogljikov (CFC) in krčenje gozdov. Učinek tople grede pa povzroča povečevanje ogljikovega dioksida (CO2) v atmosferi.
Delovanje vlad in predvsem nevladnih organizacij so vzpodbudile in ustvarile gibanje okoljske ozaveščenosti o različnih okoljskih vprašanjih.
Za ohranitev določene vrste ali bivališča razlikujemo med varstvom (preservation) in zaščito (conservation). Varstvo narave je varovanje prvotnega stanja narave( naravne dediščine).Zaščita narave je upravljanje z naravnimi viri na način, da zadovoljimo potrebe prebivalstva s potrebami živali, rastlin in zaščito vsega prebivalstva.
Varstvo okolja je potrebno v različnih človekovih dejavnostih. odpadki, onesnaževanje, izguba biotske raznovrstnosti, naseljevanje invazivnih vrst, sproščanje gensko spremenjenih organizmov in strupi, so samo nekatera vprašanja v zvezi z varstvom okolja.

## Vladna ureditev
Veliko ustanov priznava osnovno pravico do varovanja okolja. Mednarodni sporazumi upoštevajo pravico za življenje v zdravem okolju.

Veliko držav ima organizacije in agencije posvečene varstvu okolja. 
To so notranje okoljevarstvene organizacije, ki so lahko vladne ali nevladne ureditve.

#### Varstvo okolja in Evropska Unija
Evropska unija ima ene izmed najstrožjih okoljskih standardov na svetu. Prednostne naloge so danes boj proti podnebnim spremembam, ohranjanje biotske raznovrstnosti, preprečevanje zdravstvenih težav zaradi onesnaževanja in odgovorna raba naravnih virov. Poleg varstva okolja ti cilji spodbujajo tudi inovativnost in podjetništvo ter s tem gospodarsko rast. Institucije in organi, ki delujejo na področju varstva okolja v EU so Evropska komisija, Evropski parlament, Svet Evropske unije, Evropska agencija za okolje, Evropska investicijska banka in Evropska okoljska načela. Eden izmed glavnih evropskih ciljev je boj proti podnebnim spremembam. Evropski voditelji so leta 2008 sprejeli ukrepe za zmanjšanje izpustov toplogrednih plinov. Do leta 2020 bi naj znižali izpuste toplogrednih plinov za najmanj 20 % (glede na delež leta 1990), povečali delež obnovljivih virov energije na 20 % in zmanjšali splošno porabo energije za 20 % (glede na napovedana gibanja). Med ukrepi za povečanje izrabe obnovljivih virov energije je tudi dogovor, da je treba z biogorivi, elektriko in vodikom nadomestiti 10 % fosilnega goriva v prometu. Pri zajezitvi emisij toplogrednih plinov EU uporablja sistem trgovanja z emisijskimi kuponi. V tej strategiji evropske vlade določijo količine ogljikovega dioksida, ki ga smejo v ozračje spustiti energijsko intenzivne panoge. Če onesnaževalci ozračja želijo prekoračiti dovoljeno kvoto izpustov, morajo kupiti emisijske kupone pri podjetjih, ki so količino izpustov zmanjšala.
Za ustavitev izginjanja ogroženih vrst in habitatov, si Evropska Unija želi predvsem razširiti območja Natura 2000, ki so namenjena varstvu živalskih in rastlinskih vrst ter njihovih habitatov.
Okoljska zakonodaja v zvezi z zdravim okoljem opozarja na probleme hrupa, kopalnih vod, redkih vrst, ravnanju ob naravnih nesrečah itd. Predpisi s teh področij določajo zdravstvene standarde za onesnaževala. Države EU morajo nadzorovati onesnaževala in ustrezno ukrepati, kadar stopnja onesnaženosti pomeni nevarnost za zdravje. Med zadnjimi ukrepi Evropske komisije na tem področju so zavezujoče omejitve za izpuste trdnih delcev.

#### Varstvo okolja in Slovenija
V Sloveniji varstvo okolja urejaja nov zakon o varstvu okolja, ki je bil sprejet leta 2004. Za izvajanje pravnih postopkov pa je pristojna Agencija Republike slovenije za okolje ARSO. Kot država evropske unije je Slovenija dolžna spoštovati tudi evropska načela.
Aktivne so tudi druge nevladne organizacije kot na primer Focus, Umanotera. in Društvo Ekologi brez meja

#### Varstvo okolja in Nova Zelandija
Na nacionalni ravni je Ministrstvo za okolje pristojno za okoljsko politiko. Oddelek za ohranjanje pa obravnava ohranjevalna vprašanja. Reševanje regionalnih okoljskih problemov urejajo regionalni sveti.

#### Varstvo okolja in Združene Države Amerike
Od leta 1970 se United States Environmental Protection Agency "EPA" ( agencija za varstvo okolja Združenih Držav)
ukvarja z zaščito okolja in človeškim zdravjem.. Vsaka država ZDA ima svoj oddelek za varstvo okolja.
EPA je pripravila nekaj prioritet za prihodnost, ki so:
- Ukrepanje pri klimatskih spremembah
- Izbolšanje kakovosti zraka
- Zagotavljanje varnosti pri kemikalijah
- Čiščenje naših skupnosti
- Zaščita ameriških voda
- Razširjanje pogovora o okoljevarstvu in delo na okoljevarstvenih pravicah
- Grajenje močne države in dobri odnosi z indijanci[6]

## Aktivnosti na področju varstva okolja
Pojem varstva okolja je široko osnovan, kar pomeni, da so aktivnosti s področja te tematike številne. Varovanje okolja se dotika tem, kot so ekosistemi, biodiverziteta, kakovost zraka, tla, gozdovi itd. Aktivnosti opozarjajo na podnebne spremembe, pomembnost zmanjševanja emisij toplogrednih plinov, skrb za čistejše okolje v katerem živimo, zaščito biotske raznovrstnosti, problem krčenja gozdov in ostale okoljske probleme. V Sloveniji obstajajo številne ustanove, ki so na tem področju aktivne in doprinašajo k varovanju okolja. Focus – društvo za sonaraven razvoj se ukvarja z opozarjanjem javnosti na pereče okoljske probleme s pomočjo okroglih miz in delavnic ter raznih projektov. Umanotera – slovenska fundacija za trajnostni razvoj uveljavlja trajnostni razvoj v nacionalnih politikah ter vzpostavlja ravnotežje med človekom in okoljem. Inštitut za trajnostni razvoj je zasebni neprofitni zavod, delujoč od leta 1996. Prizadeva si za integracijo načel trajnostnega razvoja v prakso in v strateške razvojne dokumente. Poleg varstva narave in okolja, inštitut posveča pozornost ekološkemu kmetijstvu, trajnostnemu življenjskemu slogu itd. CIPRA Slovenija - društvo za varstvo Alp, je nevladna organizacija, ki deluje od leta 2000. Namen društva je ohranjanje Alp kot naravnega, kulturnega in življenjskega prostora. Društvo tako varuje alpsko okolje oziroma opozarja na probleme v zvezi z njim.
Poleg omenjenih obstajajo še številne druge organizacije, nekatere izmed njih pa so povezane v Okoljski center. Njegov namen je vzpostaviti okvir za delovanje okoljskih nevladnih organizacij, s tem da le-tem nudi primerne pogoje. Povezuje zainteresirane javnosti, širši javnosti pa omogoča dostop do informacij in publikacij o varstvu okolja ter trajnostnemu razvoju. Okoljski center vključuje Focus - društvo za sonaraven razvoj, Inštitut za trajnostni razvoj, Slovenski E-forum (Društvo za energetsko ekonomiko in ekologijo), Cipra Slovenija in Umanotera – slovenska fundacija za trajnostni razvoj.